# Deutsche Sprintmeisterschaften 2019
Die 23. Deutschen Sprintmeisterschaften im Rudern wurden am 12. und 13. Oktober 2019 auf der Ruhr in Essen-Kettwig ausgetragen und vom Kettwiger Ruder-Regattaverein organisiert. Damit diente Kettwig bereits zum dritten Mal als Kulisse der Sprintmeisterschaften. Wie bereits 2006 und 2010 wurden auch diesmal einige Finalläufe bei Flutlicht ausgetragen.
Wie im Vorjahr wurden in insgesamt elf Bootsklassen Medaillen vergeben, davon sechs bei den Männern, vier bei den Frauen und eine in der Mixed-Klasse. Die Rennen wurden über eine Distanz von 350 Metern ausgetragen.

## Medaillengewinner

### Männer
| Bootsklasse            | Gold | Silber | Bronze |
| ---------------------- | --- | --- | --- |
| Einer                  | Julius Rommelmann (RRG Mülheim) | Paul Klonowsky (SC Berlin-Köpenick) | Tobias Oppermann (RU Arkona Berlin) |
| Doppelzweier           | RV Weser Hameln Roelof Bakker Thore Wessel | SSV Planeta Radebeul Matthias Hähnel Conrad Albert | Crefelder RC 1883 Hendrik Klose Jan Renner |
| Zweier ohne Steuermann | RTHC Bayer Leverkusen Dennis Dethmann Julius Christ | RC Möve Großauheim Daniel Thiem Alexander Wenzel | RV Münster von 1882 Yannik Sacherer John Heithoff |
| Doppelvierer           | Kölner RV von 1877 Petar Cetkovic Maxime Wülfrath Robin Goeritz Christopher Becerra                                                                            | RU Arkona Berlin Colja Rieth Tobias Oppermann Gilbert Klinger Arne Schacher                                                                                      | RC Nürtingen 1921 Tim Liebrich Oliver Peikert Christian Heszler Christian Rosenfeld                                                                                  |
| Vierer mit Steuermann  | RV Weser Hameln Florian Wissel Nick Armgardt Niklas Hölscher Maximilian Gümpel Julia Klemm (Stf.)                                                              | RTHC Bayer Leverkusen Heiner Schwartz Dominic Imort Michel Palisaar Felix Krane Philipp Kappek (Stm.)                                                            | Crefelder RC 1883 Julian Garth Jan Henrik Szymczak Moritz te Neues Michael Naß Anna Lülfing (Stf.)                                                                   |
| Achter                 | RTHC Bayer Leverkusen Marius Kock Dominic Imort Heiner Schwartz Felix Krane Michel Palisaar Felix Drahotta Dennis Dethmann Julius Christ Philipp Kappek (Stm.) | Bessel-RC Minden Lars Hildebrand Simon Körner Leon Schandl Jannik Eilers Patrick Schlötel Jona Lembcke Marius Redecker Vincent Schmitz Niklas Dresselmann (Stm.) | RV Münster von 1882 Christoph Koebe Jonathan Reitenbach Matthias Arnold Henri Schwinde Mika Kohout Johannes Mersmann Martin Schröder Jan Sauer Leo Brüggemann (Stm.) |

### Frauen
| Bootsklasse  | Gold | Silber | Bronze |
| ------------ | --- | --- | --- |
| Einer        | Laura Kampmann (TV 1877 Essen-Kupferdreh) | Annika Steinau (RC Witten von 1892) | Wiebke Hanack (Frankfurter RG Borussia 1896) |
| Doppelzweier | RC Witten von 1892 Julia Eichholz Annika Steinau | Ludwigshafener RV von 1878 Leonie Scheuermann Marie-Christine Gerhardt                                                                                    | RU Arkona Berlin Sofie Vardakas Nora Peuser |
| Doppelvierer | Kettwiger RG von 1906 Lene Mührs Celina Schneider Lena Siekerkotte Julia Barz                                                                                   | Neusser RV Olivia Clotten Alina Stammen Vera Spanke Cosima Clotten                                                                                        | RV Waltrop von 1928 Dorothea Kampmann Sophia Wüllner Franziska Steinweg Theresa Kampmann                                                                     |
| Achter       | Kettwiger RG von 1906 Svenja Meintrup Julia Barz Fabienne Klung Franziska Ott Isabell Nietgen Charlotte Siering Tabea Schick Lenja Fütterer Hanna Müller (Stf.) | Neusser RV Pia Stoffels Cecilia Sommerfeld Louisa Sommerfeld Stephanie Martin Cosima Clotten Olivia Clotten Alina Stammen Vera Spanke Lennart Böhl (Stm.) | Crefelder RC 1883 Lina Mölder Viktoria Voigt Theresa Lomertin Paula Kuhn Pia Renner Sophie Baloghy Henriette te Neues Marisa Staelberg Karla Hartmann (Stf.) |

### Mixed
| Bootsklasse  | Gold                                                                      | Silber                                                                        | Bronze                                                                      |
| ------------ | ------------------------------------------------------------------------- | ----------------------------------------------------------------------------- | --------------------------------------------------------------------------- |
| Doppelvierer | RC Nürtingen 1921 Tim Liebrich Oliver Peikert Pauline Sauter Luisa Kaiser | RC Witten von 1892 Maja Brouka Julia Eichholz Jonas Eichholz Benjamin Daumann | RU Arkona Berlin Sofie Vardakas Torsten Gerlach Gilbert Klinger Nora Peuser |